# Grypotyphlops acutus
Genre
Espèce
Synonymes
- Onychocephalus acutus Duméril & Bibron, 1844
- Rhinotyphlops acutus (Duméril & Bibron, 1844)
- Letheobia acutus (Duméril & Bibron, 1844)
- Typhlops acutus (Duméril & Bibron, 1844)
- Onychocephalus unilineatus Duméril & Bibron, 1844
- Typhlops unilineatus (Duméril & Bibron, 1844)
- Grypotyphlops unilineatus (Duméril & Bibron, 1844)
- Typhlops russellii Gray, 1845
- Onychocephalus westermanni Lütken, 1863
- Typhlops excipiens Jan, 1864
- Typhlops psittacus Werner, 1903

Statut de conservation UICN

 LC  : Préoccupation mineure
Grypotyphlops acutus, unique représentant du genre Grypotyphlops, est une espèce de serpents de la famille des Typhlopidae. 

## Répartition
Cette espèce est endémique d'Inde. Elle se rencontre au Kerala, au Tamil Nadu, en Andhra Pradesh, au Karnataka, à Goa, au Maharashtra, au Gujarat, au Madhya Pradesh, en Uttar Pradesh, au Bihar, au Jharkhand, au Chhattisgarh, en Odisha et au Bengale-Occidental.

## Étymologie
Le nom spécifique acutus vient du latin acutus, aigu, aiguisé, tranchant, vif, pointu, en référence à l'aspect de ce saurien.

## Publications originales
- Duméril & Bibron, 1844 : Erpétologie générale ou Histoire naturelle complète des reptiles. Librairie encyclopédique Roret, Paris, vol. 6, p. 1-609 (texte intégral).
- Peters, 1881 : Einige herpetologische Mittheilungen. 1. Uebersicht der zu den Familien der Typhlopes und Stenostomi gehörigen Gattungen oder Untergattungen. 2. Ueber eine neue Art von Tachydromus aus dem Amurlande. 3. Ueber die von Herrn Dr. finsch aus Polynesien gesandten Reptilien. Sitzungsberichte der Gesellschaft Naturforschender Freunde zu Berlin, vol. 1881, no 4, p. 69-72 (texte intégral).